# Čilski muzej predkolumbovske umetnosti
 Muzej predkolumbovske umetnosti (špansko Museo Chileno de Arte Precolombino) je muzej umetnosti, ki je namenjen študiju in prikazu predkolumbovskih umetniških del in predmetov iz Srednje in Južne Amerike . Muzej je v središču mesta Santiago, glavnega mesta Čila. Muzej je ustanovil čilski arhitekt in zbiralec starin Sergio Larraín García-Moreno, ki je iskal prostor za prikazovanje in ohranitev svoje zasebne zbirke predkolumbovskih artefaktov, pridobljenih v zadnjih petdesetih letih. Ob podpori občine Santiago v tistem času, je García-Moreno zavaroval zgradbo in ustanovil muzejsko ustanovo. Muzej je bil prvič odprt decembra 1981 in je bil obnovljen med letoma 2011 do leta 2013. 

## Zgradba
Muzej je nastanjen v Palacio de la Real Aduana (Kraljeva carinska palača), ki je bila zgrajena med letoma 1805 in 1807. Stoji blok zahodno od Plaza de Armas in blizu Palacio de los Tribunales de Justicia de Santiago ter nekdanje stavbe Narodnega kongresa.

## Zbirka
Muzejske zbirke so sestavljene iz večjih predkolumbijskih kulturnih območij Mezoamerike: Srednje / Kolumbijskega, Pan-Karibskega, Amazonskega in Andskega. Muzej ima več kot 3000 predstavnikov ljudi, ki predstavljajo skoraj 100 različnih skupin. Zbirka se giblje od približno 10.000 let. Prvotna zbirka je bila pridobljena na podlagi estetske kakovosti predmetov, namesto njihovega znanstvenega ali zgodovinskega konteksta. Zbirka je razdeljena na štiri področja:
Območje Mezoamerika
kip azteškega boga Xipe Toteca, kadilnico teotihuacánske kulture in majevski bas relief.
Vmesno območje
razstava kosov lončenine kulture Valdivia in figure žvečijo kokine liste kulture Capulí. Predstavljeni so tudi zlati predmeti kultur Veraguas in Diquis.
Območje Osrednji Andi
maske in bakrene figure, od katerih so bili mnoge zaplenjene iz grobov. Primeri so iz kulture Moche in tekstil. Najstarejši tekstil v muzeju iz tega področja, barvana tkanina, skoraj 3000 let stara  kulture Chavin.
Območje Andi jug
Ta zbirka vključuje sodobne čilske in argentinske predmete. Keramične žare kulture Aguade, predmeti za njuhanje kulture San Pedro in Inkovski kipu.